# Alfred Erich Sistig
Alfred Erich Sistig (* 18. Oktober 1909 in Hagen; † 8. September 1980 in Duisburg-Rheinhausen) war ein deutscher Dramaturg, Theaterregisseur und Theaterintendant.

## Leben und Wirken
Nach ersten Erfahrungen als Regisseur in Hagen wurde er in Berlin Assistent von Gustaf Gründgens. Von 1946 bis 1949 und erneut von 1955 bis 1960 war er Dramaturg und Schauspieldirektor an den Münchner Kammerspielen, dazwischen von 1949 bis 1955 Dramaturg und Regisseur am Landestheater Hannover.
Von 1960 bis 1968 war er Generalintendant an den Städtischen Bühnen Münster. Dort inszenierte er unter anderem Grabbes Don Juan und Faust (1966) und die deutsche Erstaufführung von Marguerite Duras’ Ganze Tage in den Bäumen (1967, mit Tilla Durieux). Seine Inszenierung von T. S. Eliots Sweeney Agonistes wurde 1967 zum Berliner Theatertreffen eingeladen.
Von 1968 bis 1975 war Sistig Generalintendant am Hessischen Staatstheater Wiesbaden. Regiearbeiten hier waren Wagners Rheingold (1969) und Grabbes Napoleon oder Die hundert Tage (1970).
Sein Nachlass wird im Hessischen Hauptstaatsarchiv Wiesbaden (Best. 1223) aufbewahrt. Er umfasst neben privaten Unterlagen sein schriftstellerisches Werk sowie Materialien zu seinen Regiearbeiten.

## Ehrungen
- 1969: Verdienstkreuz 1. Klasse der Bundesrepublik Deutschland

## Hörspiele

### Als Autor
- 1952: Jeden Morgen wird es morgen (Original-Hörspiel) – Komposition: Kurt Stiebitz; Regie: Eduard Hermann; Produzent: NWDR Köln

Mit Gisela Hagenau, Alf Marholm, Kurt Lieck, Martina Otto, Bernd M. Bausch, Alwin Joachim Meyer, Marianne Schubart u. v. a.
Abspieldauer: 75:00 Minuten
Das Tondokument ist in keiner ARD-Rundfunkanstalt mehr verfügbar. Das Textheft ist überliefert im Hessischen Hauptstaatsarchiv Wiesbaden Best. 1223 Nr. 29.

### Als Regisseur
- 1963: Zwischen Himmel und Erde – Autor: Hans Rothe; Produzent: SR

Mit Julia Costa, Helmut Wöstmann, Kurt Ehrhardt, Peter Arthur Stiege, Margot Schönberger, Annegreth Ronald, Carla Best u. v. a.
Abspieldauer: 48:40 Minuten
Das Tondokument ist noch erhalten; Manuskript im Hessischen Hauptstaatsarchiv Wiesbaden überliefert (HHStAW Best. 1223 Nr. 56).

### Als Übersetzer
- 1957: Macbeth – Autor: William Shakespeare; Komposition: Otto Erich Schilling; Regie: Heinz-Günter Stamm; Produzent: BR

Mit Ernst Ginsberg, Helmut Renar, Rolf Henniger, Walter Franck, Carl Wery, Peter Mosbacher, Adolf Ziegler u. v. a.
Abspieldauer: 61:55 Minuten
Das Tondokument ist noch erhalten; als Manuskript im Hessischen Hauptstaatsarchiv Wiesbaden (HHStAW Best. 1223 Nr. 44).